# Teatro Verdi (Poggibonsi)
Il teatro Verdi è situato a Poggibonsi.
Il Teatro Verdi è stato gestito fino al 2014, anno di chiusura, dall'Associazione Culturale Timbre.
La sala ha una capienza di 120 posti con uno spazio laboratorio contiguo che rende il Teatro Verdi un centro di produzione e formazione aperto a tutta la Valdelsa e non solo. L'indirizzo principale dell'Associazione è la musica (con particolare attenzione alla voce-canto e alle percussioni) e il rapporto fra i diversi linguaggi dello spettacolo, tra cui soprattutto la danza-musica.
Tra gli eventi del Verdi sono da segnalare: "Teatro a merenda", rassegna di teatro per ragazzi; "Jazz Cocktail", rassegna jazz internazionale in collaborazione con Eventi-Toscana Musiche; "Suonare la voce", serie di seminari per cantanti e attori tenuti dai migliori professionisti italiani.
Inoltre, al teatro Verdi, si tengono corsi stagionali di danza contemporanea e medio-orientale, teatro e circo-teatro per bambini, percussioni per adulti e bambini, laboratori di teatro per disabili mentali in collaborazione con la ASL.
Due Festival correlati all'attività del Verdi: "Atuttomondo", festival interculturale con mostre, incontri, laboratori, seminari ed eventi di danza e teatro internazionali e "Poggibonsi World Music Fest" per gli eventi musicali internazionali.
Attualmente il teatro è chiuso, le attività sopra descritte tuttavia proseguono a Poggibonsi negli spazi del teatro Politeama, del Cassero della Fortezza Medicea e all'aperto.